# Форд, Чарльз Эдмунд
Чарльз Эдмунд Форд (англ. Charles Edmund Ford, 24 октября 1912 — 7 января 1999) — английский цитогенетик.

## Биография
Чарльз получил образование в Грамматической школе Слау, окончил ботанику в Королевском колледже Лондона.
В 1959 году Форд и его коллеги опубликовали в журнале The Lancet статью «A Sex Chromosome Anomaly in a Case of Gonadal Dysgenesis (Turner’s Syndrome)», посвящённую синдрому Шерешевского — Тёрнера (СШТ). До появления научной работы исследователям не была известна этиология заболевания, но Форд с коллегами установили, что причина кроется в хромосомном нарушении — наличии только одной X-хромосомы вместо типичных двух. Работа была включена в книгу Питера С. Харпера Landmarks in Medical Genetics: Classic Papers with Commentaries.
В 1965 году стал членом Лондонского королевского общества (FRS). Также являлся членом Лондонского Линнеевского общества (FLS) и Лондонского зоологического общества (FZS).

## Избранная библиография
- C. E. Ford. Non-disjunction inOenothera and the genesis of trisomics (англ.) // Journal of Genetics[англ.] : журнал. — 1936. — October (vol. 33, iss. 2). — P. 275—303. — ISSN 0022-1333. — doi:10.1007/BF02982537.
- C. E. Ford. A contribution to a cytogenetical survey of the Malvaceae (англ.) // Genetica[англ.] : журнал. — 1938. — August (vol. 20, iss. 5). — P. 431—452. — ISSN 1573-6857. — doi:10.1007/BF01531777.
- C. E. Ford, K. W. Jones, P. E. Polani, J. C. De Almeida, J. H. Briggs. A sex-chromosome anomaly in a case of gonadal dysgenesis (Turner's syndrome) (англ.) // The Lancet : журнал. — London, 1959. — 4 April (vol. 273, iss. 7075). — P. 711—713. — ISSN 0140-6736. — doi:10.1016/s0140-6736(59)91893-8. — PMID 13642858.